# Skogsbergiella spinifera
Skogsbergiella spinifera is een mosselkreeftjessoort uit de familie van de Cylindroleberididae. De wetenschappelijke naam van de soort is voor het eerst geldig gepubliceerd in 1920 door Skogsberg.